# Transportes Rober
Transportes Rober fue el nombre comercial de Mercantil Transportes Rober, S.A., y era una empresa de transporte que operaba el servicio de autobuses urbanos en la ciudad de Granada, España, desde 1962 hasta 2021. Fue fundada en el año 1957 e inició su actividad en Madrid. 
Transporta unos 35 millones de pasajeros al año, facturando unos 11 millones de euros. Tiene en servicio de 33 líneas urbanas, para las que dispone de una flota de 150 autobuses. 
El billete sencillo tiene un coste de 1.40€, aunque es posible adquirir un bonobús de 7 viajes por 5.0 € o una tarjeta mensual para viajes ilimitados por 41,00€. También existe para los estudiantes universitarios un bonobús por 5.0€ para ocho viajes. Los pensionistas empadronados en Granada capital, se benefician de transporte gratuito.
La empresa está integrada en el Consorcio de Transporte Metropolitano del Área de Granada.
El 22 de junio de 2021 se anuncia que Transportes Rober es adquirida por la empresa de movilidad Alsa. Dicha operación implicará la implantación de un plan de modernización y mejora de la calidad del transporte urbano de Granada, incorporando de forma progresiva una flota de autobuses medioambientalmente sostenibles, mayor tecnología y digitalización, entre otras mejoras.
Estas son las actuales líneas:
| Número                                                           | Trayecto | Frecuencia                                                       | Operador                                                         |
| Pulsando sobre el número de línea se accede a su propio artículo | Pulsando sobre el número de línea se accede a su propio artículo | Pulsando sobre el número de línea se accede a su propio artículo | Pulsando sobre el número de línea se accede a su propio artículo |
| ---------------------------------------------------------------- | --- | ---------------------------------------------------------------- | ---------------------------------------------------------------- |
| 4                                                                | Zaidin -Chana | 3' - 5'                                                          | Transportes Rober                                                |
| N1                                                               | Triunfo-Bobadilla | 7'-14'                                                           | Transportes Rober                                                |
| N3                                                               | Triunfo -Cerrillo de Maracena | 10'-14'                                                          | Transportes Rober                                                |
| N4                                                               | Avenida Federico García Lorca - Villarejo - Triunfo Desde avenida García Lorca-Triunfo (7:55, 8:14, 8:32 , 13:55, 14:14, 14:32 ) Desde Triunfo - Avenida García Lorca (8 :13, 8:30, 8:47, 14:13, 14:30, 14:46 ) | 11'-15'                                                          | Transportes Rober                                                |
| N5                                                               | Modesto Cendoya - Joaquina Eguaras - Triunfo | 12'-14'                                                          | Transportes Rober                                                |
| N6                                                               | Casería del Cerro - Caleta | 10'-20'                                                          | Transportes Rober                                                |
| 8                                                                | Palacio de Deportes - Camino de Alfacar | 10'-18'                                                          | Transportes Rober                                                |
| N8                                                               | El Fargue - Triunfo | 60'                                                              | Transportes Rober                                                |
| N9                                                               | Mirador de San Miguel - Triunfo | 10'-17'                                                          | Transportes Rober                                                |
| C32                                                              | Alhambra - Albaicín | 8'                                                               | Transportes Rober                                                |
| C34                                                              | Sacromonte - Centro | 20'                                                              | Alhambra Bus                                                     |
| C30                                                              | Alhambra - Centro | 15'-25'                                                          | Alhambra Bus                                                     |
| C31                                                              | Albaicín - Centro | 15'-25'                                                          | Alhambra Bus                                                     |
| C35                                                              | Barranco del Abogado - Cementerio - Plaza Isabel la Católica | 20'-30'                                                          | Alhambra Bus                                                     |
| C5                                                               | Neptuno - Plaza Isabel la Católica | 30'-35'                                                          | Transportes Rober                                                |
| 25                                                               | Alquerías - Rosaleda - Gran Capitán | 30'                                                              | Transportes Rober                                                |
| 13                                                               | Cementerio San José - Puerta Real | 35'                                                              | Transportes Rober                                                |
| S0                                                               | Bola de Oro - PT Salud | 5'-8'                                                            | Transportes Rober                                                |
| S2                                                               | Villa Argaz - Centro | 8'-13'                                                           | Transportes Rober                                                |
| U1                                                               | Campus Aynadamar - Campus Cartuja | 10'-15'                                                          | Transportes Rober                                                |
| U2                                                               | Campus Fuentenueva - Campus Cartuja | 20'                                                              | Transportes Rober                                                |
| U3                                                               | PTS - Campus Cartuja - Camino de Alfacar | 6'-10'                                                           | Transportes Rober                                                |
| 33                                                               | Cenes de la Vega - Estación de autobuses | 10'-20'                                                          | Herederos de Gómez                                               |
| 11                                                               | Circular Camino de Ronda - Ayuntamiento- Gran vía | 10'-20'                                                          | Transportes Rober                                                |
| 9                                                                | Chana - Los Rebites | 10'-20'                                                          | Transportes Rober                                                |
| 21                                                               | Circular Gran Vía - Violón - Camino de Ronda | 10'-20'                                                          | Transportes Rober                                                |
| 5                                                                | Beethoven - Parque Nueva Granada | 10'-20'                                                          | Transportes Rober                                                |
| 111                                                              | (Circular) (Nocturno) Triunfo (Dirección Avda. de Madrid) | 10'-16'                                                          | Transportes Rober                                                |
| 121                                                              | (Circular) (Nocturno) Puerta Real (Dirección Avda. de Cervantes) | 10'-16'                                                          | Transportes Rober                                                |